# Planisferio Salviati

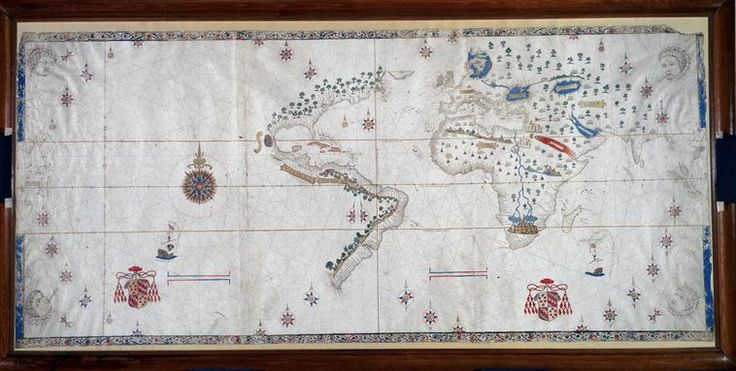
El Planisferio Salviati

El Planisferio Salviati es un mapamundi que muestra el punto de vista español de la superficie de la Tierra en el momento de su creación hacia 1525, e incluye las costas orientales de América del Norte y del Sur y el Estrecho de Magallanes. En lugar de incluir material imaginario en áreas inexploradas, como era habitual, dichas áreas se dejaban en blanco, lo que invitaba a futuras exploraciones.
Se cree que fue dibujado por Nuño García de Toreno, el jefe de la Casa de la Contratación en Sevilla. Toma su nombre del cardenal Giovanni Salviati, nuncio papal en España de 1525 a 1530, a quien le fue entregado el mapa por el emperador Carlos V.
Actualmente se encuentra en la Biblioteca Laurenciana, en Florencia, Italia.